# Черевківська сільська рада (Овруцький район)
Черевківська сільська рада — колишня адміністративно-територіальна одиниця та орган місцевого самоврядування у Словечанському і Овруцькому районах Коростенської і Волинської округ, Київської й Житомирської областей Української РСР та України з адміністративним центром у с. Черевки.

## Населені пункти
Сільській раді підпорядковувались населені пункти:
- с. Черевки
- с. Білка
- с. Возлякове

## Населення
Кількість населення ради станом на 1923 рік становила 1 538 осіб, кількість дворів — 290.
Відповідно до результатів перепису населення СРСР, кількість населення ради станом на 12 січня 1989 року становила 1 313 осіб.
Станом на 5 грудня 2001 року, відповідно до перепису населення України, кількість мешканців сільської ради становила 995 осіб.

## Склад ради
Рада складалась з 15 депутатів та голови.

### Керівний склад сільської ради
| ПІБ                      | Основні відомості                                                         | Дата обрання | Дата звільнення |
| ------------------------ | ------------------------------------------------------------------------- | ------------ | --------------- |
| Івашко Віктор Васильович | Сільський голова, 1975 року народження, освіта, член Партії регіонів      | 26.03.2006   | 31.10.2010      |
| Івашко Віктор Васильович | Сільський голова, 1975 року народження, освіта вища, член Партії регіонів | 31.10.2010   |                 |

Примітка: таблиця складена за даними джерела

## Історія
Створена 1923 року в складі сіл Білка, Черевки та Рудня-Черевківська Словечанської волості Овруцького повіту Волинської губернії. Станом на 17 грудня 1926 року в підпорядкуванні значився хутір Возляків (згодом — Возлякове). На 1 жовтня 1941 року с. Рудня-Черевківська не перебувало на обліку населених пунктів.
Станом на 1 вересня 1946 року сільська рада входила до складу Словечанського району Житомирської області, на обліку в раді перебували села Білка та Черевки.
На 1 січня 1972 року сільська рада входила до складу Овруцького району Житомирської області, на обліку в раді перебували села Білка, Возлякове та Черевки.
Ліквідована 8 листопада 2017 року через об'єднання до складу Словечанської сільської територіальної громади Овруцького району Житомирської області.
Входила до складу Словечанського (7.03.1923 р.) та Овруцького (30.12.1962 р.) районів.